# Calaf, Catalonia
- Acest articol se referă la orașul Calaf din Catalonia. Pentru alte sensuri, vedeți Calaf (dezambiguizare).

Calaf este o localitate în Spania în comunitatea Catalonia în provincia Barcelona. În 2005 avea o populație de 3.271 locuitori. 
1. ↑  Nomenclátor Geográfico de Municipios y Entidades de Población (20240402 edition)
2. 1 2   http://www.idescat.cat/pub/?id=aec&n=925&t=2016 Lipsește sau este vid: |title= (ajutor)